# 25899 Namratanand
25899 Namratanand è un asteroide della fascia principale. Scoperto nel 2000, presenta un'orbita caratterizzata da un semiasse maggiore pari a 2,4000078 UA e da un'eccentricità di 0,1660407, inclinata di 2,77566° rispetto all'eclittica.